# بورخا هيريرا غونزاليس
بورخا هيريرا غونزاليس (بالإسبانية: Borja Herrera)‏ (8 يناير 1993 بلاس بالماس دي غران كناريا في إسبانيا - ) هو لاعب كرة قدم إسباني في مركز جناح ‏. لعب مع ريال بلد الوليد.

## وصلات خارجية
- بورخا هيريرا غونزاليس على موقع قاعدة بيانات كرة القدم.إي يو (الإنجليزية)
- بورخا هيريرا غونزاليس على موقع Soccerway.com (الإنجليزية)